# 蔡惟新
蔡惟新（？—？），安徽怀宁（安徽安庆）人，是一名清朝政治人物。
蔡惟新曾于1842年接替秋家丞任上海县知县一职，1843年由蓝蔚雯接任。